# Dam tot Damloop 1997
De Dam tot Damloop 1997 werd gehouden op zondag 21 september 1997. Het was de dertiende editie van deze loop. De wedstrijd liep van Amsterdam naar Zaandam en had een lengte van 10 Engelse mijl (16,1 km).
Bij de mannen finishte de Keniaan Paul Koech als eerste in 44.45. Hij verbeterde hiermee het parcoursrecord en bleef zijn landgenoot Ismael Kirui ruim een minuut voor. De Marokkaan Brahim Lahlafi werd derde in 46.15. Bij de vrouwen zegevierde Tegla Loroupe voor de tweede maal op rij. Ditmaal won zij de wedstrijd in 51.52.

## Statistieken
| afstand        | deelnemers |
| -------------- | ---------- |
| 10 Engels mijl | 19.450     |
| minilopen      | 3150       |
| Totaal         | 22600      |

## Uitslagen
Mannen
| rang   | naam                     | land | tijd  |
| ------ | ------------------------ | ---- | ----- |
| Goud   | Paul Koech               | KEN  | 44.45 |
| Zilver | Ismael Kirui             | KEN  | 46.01 |
| Brons  | Brahim Lahlafi           | MAR  | 46.15 |
| 4      | Benson Lokorwa           | KEN  | 46.17 |
| 5      | Charles Omwoyo           | KEN  | 46.33 |
| 6      | Paul Evans               | ENG  | 46.35 |
| 7      | Mohammed Baket           | PLE  | 46.40 |
| 8      | Thomas Osano             | KEN  | 46.52 |
| 9      | John Kiprono             | KEN  | 47.13 |
| 10     | Marco Gielen             | NED  | 47.30 |
| 11     | Julius-Francis Gidabuday | TAN  | 47.51 |
| 12     | Marti ten Kate           | NED  | 47.54 |
| 13     | Fransua Woldemariam      | ETH  | 48.01 |
| 14     | Simon Lopuyet            | KEN  | 48.02 |
| 15     | Gennadiy Panin           | RUS  | 48.03 |
| 16     | Luc Krotwaar             | NED  | 48.04 |
| 17     | Benito Mtweve            | TAN  | 48.05 |
| 18     | Martin Lauret            | NED  | 48.12 |
| 19     | René Godlieb             | NED  | 48.18 |
| 20     | Aiduna Aitnafa           | ETH  | 48.29 |

Vrouwen
| rang   | naam                  | land | tijd  |
| ------ | --------------------- | ---- | ----- |
| Goud   | Tegla Loroupe         | KEN  | 51.52 |
| Zilver | Hellen Kimaiyo        | KEN  | 52.48 |
| Brons  | Delilah Asiago        | KEN  | 53.08 |
| 4      | Fatuma Roba           | ETH  | 53.38 |
| 5      | Asha Gigi             | ETH  | 55.26 |
| 6      | Wilma van Onna        | NED  | 55.27 |
| 7      | Gabrielle Vijverberg  | NED  | 55.35 |
| 8      | Kristijna Loonen      | NED  | 56.07 |
| 9      | Anne van Schuppen     | NED  | 56.15 |
| 10     | Marianne van de Linde | NED  | 56.50 |
| 11     | Erika van de Bilt     | NED  | 56.52 |
| 12     | Irina Safarova        | RUS  | 56.55 |
| 13     | Derartu Tulu          | ETH  | 57.08 |
| 14     | Rakiya Maraoui        | MAR  | 57.45 |
| 15     | Irina Lebedinskaja    | RUS  | 57.50 |
| 16     | Jolanda Homminga      | NED  | 57.52 |

1985 ·
1986 ·
1987 ·
1988 ·
1989 ·
1990 ·
1991 ·
1992 ·
1993 ·
1994 ·
1995 ·
1996 ·
1997 ·
1998 ·
1999 ·
2000 ·
2001 ·
2002 ·
2003 ·
2004 ·
2005 ·
2006 ·
2007 ·
2008 ·
2009 ·
2010 ·
2011 ·
2012 ·
2013 ·
2014 ·
2015 ·
2016 ·
2017 ·
2018 ·
2019